# Matilde Vitillo
Matilde Vitillo, née le 8 mars 2001 à Turin, est une coureuse cycliste italienne. Elle pratique le cyclisme sur piste et sur route.

## Biographie
En 2019, Matilde Vitillo devient champion du monde de poursuite par équipes chez les juniors (moins de 19 ans), avec Giorgia Catarzi, Eleonora Gasparrini, Sofia Collinelli et Camilla Alessio. Aux championnats d'Europe sur piste juniors, elle remporte deux médailles d'or sur la poursuite par équipes et la course aux points. En 2021, elle décroche un contrat avec l'équipe sur route BePink.
En 2022, elle remporte deux nouveaux titres aux championnats d'Europe sur piste espoirs (moins de 23 ans), l'un en course à l'américaine (avec Silvia Zanardi) et l'autre avec Zanardi, Vittoria Guazzini et Eleonora Gasparrini en poursuite par équipes. La même année, elle remporte sur route une étape du Tour de Burgos à la photo-finish devant la Néerlandaise Nina Buysman.
Sur route, elle signe pour la saison 2021 avec l'équipe BePink. En 2022, elle remporte sa première victoire élite, qui plus est en World Tour, lors de la 2e étape du Tour de Burgos.
Pour la saison 2024, elle signe dans l'équipe de développement de Liv-AlUla-Jayco.

## Palmarès sur piste

### Championnats du monde
| Édition / Épreuve                   | Poursuite par équipes                                |
| Francfort-sur-l'Oder 2019 (juniors) | Or (avec Catarzi, Gasparrini, Collinelli et Alessio) |

### Championnats d'Europe
| Édition / Épreuve     | Poursuite par équipes                                | Course aux points | Américaine        |
| Gand 2019 (juniors)   | Or (avec Catarzi, Gasparrini, Collinelli et Alessio) | Or                |                   |
| Anadia 2022 (espoirs) | Or (avec Guazzini, Gasparrini et Zanardi)            |                   | Or (avec Zanardi) |
| Anadia 2023 (espoirs) | Bronze                                               |                   |                   |

## Palmarès sur route

### Par années
- 2018
  - 3e du championnat d'Italie du contre-la-montre juniors
- 2022
  - 2e étape du Tour de Burgos
- 2025
  - Tour des Apennins

### Résultats sur les grands tours

#### Tour d'Italie
3 participations
- 2021 : 77e
- 2022 : non-partante (7e étape)
- 2023 : 78e

### Classements mondiaux
| Année                                 | 2021 | 2022 | 2023 |
| ------------------------------------- | ---- | ---- | ---- |
| Classement UCI                        | 867e | 443e | 929e |
| UCI World Tour                        | nc   | 139e | nc   |
|                                       |      |      |      |
| Légende : nc = non classéSource : UCI |      |      |      |